# Nuria Párrizas Díaz
Nuria Párrizas Díaz (Granada, 15 luglio 1991) è una tennista spagnola.

## Carriera
Nuria Párrizas Díaz ha iniziato a giocare a tennis all'età di sei anni. Fino ai quattordici anni, si è allenata nel suo paese natale a Granada. In quel periodo, la Andalusian Tennis Federation l'ha premiata con una borsa di studio che le consentiva di allenarsi nelle loro strutture a Siviglia, oltre che competere in tutta la Spagna nei vari tornei.
Quando ha compiuto i sedici anni, ha cominciato a prendere parte ai suoi primi tornei ITF, sia sul territorio nazionale che internazionale. Párrizas Díaz ha quindi deciso di trasferirsi a Barcellona per potersi allenare con più facilità nella Hispano Francés Academy. Purtroppo, a causa del poco supporto professionale, decide di fare ritorno nella sua città di Granada riuscendo comunque ad allenarsi e prendere parte regolarmente ai vari tornei ITF, fino a quando dopo aver raggiunto i ventidue anni decide di allenarsi in Italia. Un grave infortunio alla spalla la costringe ad arrestare la sua carriera quando si era trovata a ridosso delle prime 300 della classifica WTA. Due anni più tardi, i dottori le consigliano di ritirarsi dalla disciplina.
Successivamente, la Párrizas Díaz riesce a recuperare dall'infortunio e nonostante non avesse nessuno sponsor, ha trovato un modo per poter ritornare a competere a livello professionistico. Nel 2017 effettua il suo ritorno ed è riuscita a conquistare ben cinque tornei ITF, oltre ad aver preso parte a diverse competizioni di squadra in Spagna (Stadium Casablanca), Italia (Rocco Polimeni) e Germania (Esslingen).
Nel 2019, Nuria prende la decisione di ritornare ad allenarsi a Valencia per dare una spinta alla sua carriera. Disputa una buona annata, prendendo parte regolarmente a tornei anche di categoria maggiore, riuscendo ad aggiungere altri due titoli nel suo palmarès, i primi conquistati da $25000 ed avvicinandosi alle prime 200 del ranking.
Nel mese di gennaio 2020, dopo tanti anni di battaglie, Nuria disputa il suo primo Grand Slam della carriera, prendendo parte agli Australian Open 2020 - Qualificazioni singolare femminile, dove non va oltre al secondo turno.

### 2021: primo titolo in un WTA 125 e top-100
Nuria inizia l'anno tentando le qualificazioni per l'Australian Open: la spagnola esce subito di scena contro Chihiro Muramatsu. A febbraio, vince due titoli ITF consecutivi a Potchefstroom; in marzo conquista un altro ITF a Manacor, battendo in finale Marina Bassols Ribera in due set. In aprile, prova le qualificazioni per il WTA di Bogotà: la spagnola elimina Manyoma e Melnikova, accedendo così al suo primo main draw in un WTA 250. Al primo turno, vince contro Cristina Bucșa mentre al secondo round si impone sulla nº 83 del mondo Arantxa Rus in tre set, conquistando la sua prima vittoria in carriera su una top-100 e il suo primo quarto finale a questo livello; tra le ultime otto, cede a Viktorija Tomova (7-5 2-6 4-6). Tenta poi le qualificazioni al Roland Garros: si impone su Paar (6-2 6-1) e sulla ex-finalista del torneo Sara Errani (4-6 6-4 6-2), giungendo all'ultimo turno. Nella circostanza, si arrende a Ekaterine Gorgodze, con lo score di 3-6 4-6. A Grado, conquista il suo 21º titolo ITF in carriera battendo l'italiana Brancaccio in finale. Successivamente, prova le quali anche a Wimbledon: come a Parigi, arriva all'ultimo turno, grazie alle vittorie su Ponchet (7-6(1) 6-3) e Wang (7-6(5) 6-3); nel match decisivo per il main-draw, viene sconfitta da Camila Osorio, con il punteggio di 6-3 3-6 2-6. In luglio, Nuria raggiunge la sua prima finale in un WTA 125 in quel di Båstad, estromettendo Lepchenko (6-4 6-2), Inglis (6-2 3-6 6-1), Liu (6-2 6-4) e Buzǎrnescu (6-3 6-4). Nell'ultimo atto, supera Havarcova con un doppio 6-2, aggiudicandosi il suo primo titolo di livello '125'. Nel WTA di Praga, supera la qualificata Radwańska (2-6 6-3 6-1) prima di cedere a Storm Sanders in tre set. A Gdynia, Párrizas raggiunge il suo secondo quarto stagionale in un '250', eliminando Fręch (6-3 2-6 6-4) e Anšba (6-4 6-2); tra le ultime otto, si arrende a Zanevs'ka (3-6 2-6), che poi vincerà il torneo. In agosto, Nuria vince il suo 22º titolo ITF (il più importante) a Landsville, battendo in finale Greet Minnen (7-6(6) 4-6 7-6(7)). Grazie al risultato, entra per la prima volta in carriera nella top-100, al n°96 del mondo. Allo US Open, la spagnola riesce a passare le qualificazioni estromettendo Tereza Mrdeža (7-6(4) 6-1), Francesca Di Lorenzo (6-1 6-2) e Réka Luka Jani (6-3 6-2); Párrizas accede così al suo primo main draw in uno slam, dove esce di scena subito contro la russa Gračëva (7-5 0-6 2-6). A settembre, Nuria centra la sua seconda finale in un WTA '125' in quel di Columbus; nell'ultimo atto, batte Wang per 7-6(2) 6-3, conquistando il secondo WTA della stagione. Grazie al successo, sale al n°70 del mondo. Dopo due sconfitte all'esordio a Indian Wells (contro Davis) e a Tenerife (contro Li), chiude l'anno al n°65 del pianeta.

### 2022: prima semifinale in un WTA '250' e top-50
Nuria inizia l'anno al Melbourne Summer Set 2: batte Ellen Perez (6-0 6-3) e Claire Liu (3-6 7-5 6-1), qualificandosi per i quarti di finale, dove si arrende a Dar'ja Kasatkina per 5-7 1-6. Ad Adelaide esce di scena al secondo turno contro Ljudmila Samsonova. Partecipa poi al suo primo Australian Open: la spagnola si impone su Irina Bara con lo score di 6-3 6-1, facendo segnare il suo primo successo in un main-draw slam. Al secondo round, approfitta del walkover della belga Zanevs'ka, approdando al terzo turno di un major per la prima volta. Nella circostanza, cede il passo a Jessica Pegula in due set. Dopo un primo turno a Guadalajara, partecipa al torneo di Bogotà, dove è accreditata della 6ª testa di serie: Nuria elimina Misaki Doi (6-2 6-1) e Heather Watson (6-4 7-6(2)), accedendo al suo secondo quarto stagionale, dove estromette la connazionale Sara Sorribes Tormo (6-3 1-6 6-4), centrando la sua prima vittoria in carriera su una top-50 e la sua prima semifinale in un WTA '250'. Nel penultimo atto, si arrende a Camila Osorio per 4-6 4-6. Grazie al risultato conseguito in Colombia, Párrizas entra tra le prime 50 del pianeta, al n°45. A Indian Wells esce di scena subito contro Shelby Rogers. Stessa sorte le tocca a Miami, dove viene battuta al primo turno da Haddad Maia (6(2)-7 2-6).

## Circuito WTA 125

### Singolare

#### Vittorie (4)
| N. | Data              | Torneo                                   | Superficie  | Avversaria in finale | Punteggio   |
| 1. | 10 luglio 2021    | Swedish Open, Båstad                     | Terra rossa | Vol'ha Havarcova     | 6-2, 6-2    |
| 2. | 26 settembre 2021 | Columbus Challenger, Columbus            | Cemento (i) | Wang Xinyu           | 7-6(2), 6-3 |
| 3. | 6 gennaio 2024    | Canberra International, Canberra         | Cemento     | Harriet Dart         | 6-4, 6-3    |
| 4. | 15 giugno 2025    | Open Internacional de Valencia, Valencia | Terra rossa | Louisa Chirico       | 7-5, 7-6(9) |

#### Sconfitte (1)
| N. | Data              | Torneo                 | Superficie  | Avversaria in finale | Punteggio   |
| 1. | 15 settembre 2024 | Slovenia Open, Lubiana | Terra rossa | Jil Teichmann        | 6(8)-7, 4-6 |

### Doppio

#### Sconfitte (1)
| N. | Data              | Torneo                        | Superficie  | Compagna         | Avversarie in finale    | Punteggio |
| 1. | 25 settembre 2021 | Columbus Challenger, Columbus | Cemento (i) | Dalila Jakupovič | Wang Xinyu Zheng Saisai | 1-6, 1-6  |

## Statistiche ITF

### Singolare

#### Vittorie (24)
| Torneo $100.000 (3) |
| Torneo $80.000 (0)  |
| Torneo $75.000 (0)  |
| Torneo $60.000 (0)  |
| Torneo $50.000 (0)  |
| Torneo $40.000 (0)  |
| Torneo $25.000 (6)  |
| Torneo $15.000 (6)  |
| Torneo $10.000 (9)  |

| N.  | Data              | Torneo                                                      | Superficie  | Avversaria in finale  | Punteggio           |
| 1.  | 7 luglio 2013     | ITF Women's Circuit Istanbul, Istanbul                      | Cemento     | Caroline Romeo        | 6–1, 6–2            |
| 2.  | 13 ottobre 2013   | Marathon Futures, Maratona                                  | Cemento     | Jainy Scheepens       | 7–6(4), 2–6, 6–2    |
| 3.  | 20 aprile 2014    | Jolie Ville Golf Women's, Sharm el-Sheikh                   | Cemento     | Elena-Teodora Cadar   | 6–0, 3–6, 6–3       |
| 4.  | 12 ottobre 2014   | Jolie Ville Golf Women's, Sharm el-Sheikh                   | Cemento     | Vojislava Lukić       | 6–4, 6–3            |
| 5.  | 19 ottobre 2014   | Jolie Ville Golf Women's, Sharm el-Sheikh                   | Cemento     | Marianna Zakarljuk    | 6–2, 6–4            |
| 6.  | 3 maggio 2015     | Jolie Ville Golf Women's, Sharm el-Sheikh                   | Cemento     | Anastasia Grymalska   | 6–2, 6–4            |
| 7.  | 28 giugno 2015    | Jolie Ville Golf Women's, Sharm el-Sheikh                   | Cemento     | Sandra Samir          | 6–1, 6–3            |
| 8.  | 18 settembre 2016 | Torneo Internacional Femenino Distrito Vicálvaro, Madrid    | Cemento     | Jacqueline Cabaj Awad | 7-6(5), 6-3         |
| 9.  | 25 settembre 2016 | Open Internacional Femenino Brezo Osuna, Madrid             | Cemento     | Cristina Bucșa        | 6-4, 3-6, 7-5       |
| 10. | 1º marzo 2017     | Obidos Ladies Open, Óbidos                                  | Sintetico   | Eden Silva            | 6–4, 6–3            |
| 11. | 10 settembre 2017 | ITF Women's Circuit Il Cairo, Il Cairo                      | Cemento     | Victoria Kan          | 6–4, 6–1            |
| 12. | 24 settembre 2017 | Open Internacional Femenino Brezo Osuna, Madrid             | Cemento     | Rebeka Masarova       | 6–4, 4–6, 6–2       |
| 13. | 8 ottobre 2017    | Lisboa Women Open, Lisbona                                  | Cemento     | Romy Koelzer          | 2–6, 7–5, 7–5       |
| 14. | 5 novembre 2017   | Jolie Ville Golf Women's, Sharm el-Sheikh                   | Cemento     | Sandra Samir          | 7–5, 3–6, 7–6(3)    |
| 15. | 18 agosto 2019    | DISA Las Palmas de Gran Canaria, Las Palmas de Gran Canaria | Terra rossa | Çağla Büyükakçay      | 7-5, 3-6, 7-6(1)    |
| 16. | 22 settembre 2019 | AEGON Pro Series Roehampton, Roehampton                     | Cemento     | Anna-Lena Friedsam    | 6-2, 5-7, 7-5       |
| 17. | 27 dicembre 2020  | Magic Tours, Monastir                                       | Cemento     | Aubane Droguet        | 6-3, 6-0            |
| 18. | 14 febbraio 2021  | Ilana Kloss International, Potchefstroom                    | Cemento     | Anna Bondár           | 6-1, 4-6, 6-2       |
| 19. | 21 febbraio 2021  | Ilana Kloss International, Potchefstroom                    | Cemento     | Carol Zhao            | 6-3, 6-0            |
| 20. | 7 marzo 2021      | Movistar World Tennis Tour, Manacor                         | Cemento     | Marina Bassols Ribera | 6-2, 6-1            |
| 21. | 6 giugno 2021     | Torneo Internazionale Femminile Città di Grado, Grado       | Terra rossa | Nuria Brancaccio      | 6-3, 5-7, 6-2       |
| 22. | 15 agosto 2021    | Koser Jewelers Tennis Challenge, Landisville                | Cemento     | Greet Minnen          | 7-6(6), 4-6, 7-6(7) |
| 23. | 4 agosto 2024     | ITF World Tennis Tour Gran Canaria, Maspalomas              | Terra rossa | Andrea Lázaro García  | 6-4, 6-3            |
| 24. | 17 agosto 2024    | Cary Tennis Classic, Cary                                   | Cemento     | Renata Zarazúa        | 6-3, 3-6, 7-6(2)    |

#### Sconfitte (16)
| Torneo $100.000 (0) |
| Torneo $80.000 (0)  |
| Torneo $75.000 (0)  |
| Torneo $60.000 (0)  |
| Torneo $50.000 (0)  |
| Torneo $40.000 (0)  |
| Torneo $25.000 (3)  |
| Torneo $15.000 (3)  |
| Torneo $10.000 (10) |

| N.  | Data              | Torneo                                                          | Superficie  | Avversaria in finale | Punteggio        |
| 1.  | 9 ottobre 2011    | Open Internacional Femenino Brezo Osuna, Madrid                 | Cemento     | Marina Giral Lores   | 6–4, 4–6, 4–6    |
| 2.  | 22 aprile 2012    | Heraklion Hellenic Zeus Circuit, Heraklion                      | Sintetico   | Alice Savoretti      | 2–6, 6–3, 3–6    |
| 3.  | 29 aprile 2012    | Rethymno Women's Futures, Retimo                                | Cemento     | Dana Machálková      | 4–6, 4–6         |
| 4.  | 7 maggio 2012     | ITF Women's Circuit Istanbul, Istanbul                          | Cemento     | Başak Eraydın        | 3–6, 1–6         |
| 5.  | 19 maggio 2013    | Torneo Internacional de Tenis Femenino Ciudad de Monzón, Monzón | Cemento     | Polina Vinogradova   | 1–6, 1–6         |
| 6.  | 9 giugno 2013     | Amarante Ladies Open, Amarante                                  | Cemento     | Ximena Hermoso       | 3–6, 2–6         |
| 7.  | 13 aprile 2014    | Jolie Ville Golf Women's, Sharm el-Sheikh                       | Cemento     | Elena-Teodora Cadar  | 6–2, 6(6)–7, 4–6 |
| 8.  | 18 maggio 2014    | ITF Women's Circuit Sousse, Susa                                | Cemento     | Ana Sofía Sánchez    | 1-6, 2-6         |
| 9.  | 5 ottobre 2014    | Jolie Ville Golf Women's, Sharm el-Sheikh                       | Cemento     | Harriet Dart         | 2–6, 1–6         |
| 10. | 10 maggio 2015    | Jolie Ville Golf Women's, Sharm el-Sheikh                       | Cemento     | Nadja Gilchrist      | 6–4, 5–7, 3–6    |
| 11. | 17 settembre 2017 | ITF Women's Circuit Il Cairo, Il Cairo                          | Terra rossa | Victoria Kan         | 5–7, 3–6         |
| 12. | 18 marzo 2018     | Jolie Ville Golf Women's, Sharm el-Sheikh                       | Cemento     | Džulija Terzijska    | 0–6, 2–6         |
| 13. | 6 maggio 2018     | ITF Women's Circuit Il Cairo, Il Cairo                          | Terra rossa | Gergana Topalova     | 5–7, 6(3)–7      |
| 14. | 17 giugno 2018    | Obidos Ladies Open, Óbidos                                      | Sintetico   | Dejana Radanović     | 3-6, 3-6         |
| 15. | 14 aprile 2019    | Obidos Ladies Open, Óbidos                                      | Sintetico   | Mariam Bolkvadze     | 2-6, 6(5)-7      |
| 16. | 19 maggio 2019    | Obidos Ladies Open, Óbidos                                      | Sintetico   | Deniz Khazaniuk      | 1–6, 6–2, 1–6    |

### Doppio

#### Vittorie (3)
| Torneo $100.000 (0) |
| Torneo $80.000 (0)  |
| Torneo $75.000 (0)  |
| Torneo $60.000 (0)  |
| Torneo $50.000 (0)  |
| Torneo $40.000 (0)  |
| Torneo $25.000 (0)  |
| Torneo $15.000 (1)  |
| Torneo $10.000 (2)  |

| N. | Data             | Torneo                                          | Superficie  | Compagna           | Avversarie in finale                     | Punteggio |
| 1. | 9 giugno 2012    | Amarante Ladies Open, Amarante                  | Cemento     | Ivette López       | Olga Brózda Natalia Kołat                | w/o       |
| 2. | 16 novembre 2013 | Circuito WTA Costa Azahar Sant Jordi, San Jorge | Cemento     | Bárbara Luz        | Sowjanya Bavisetti Lucía Cervera Vázquez | 7–5, 6–4  |
| 3. | 28 aprile 2018   | ITF Women's Circuit Il Cairo, Il Cairo          | Terra rossa | Dominique Karregat | Madeleine Kobelt Shelby Talcott          | 6–2, 6-4  |

#### Sconfitte (6)
| Torneo $100.000 (0) |
| Torneo $80.000 (0)  |
| Torneo $75.000 (0)  |
| Torneo $60.000 (0)  |
| Torneo $50.000 (0)  |
| Torneo $40.000 (0)  |
| Torneo $25.000 (2)  |
| Torneo $15.000 (0)  |
| Torneo $10.000 (4)  |

| N. | Data             | Torneo                                          | Superficie  | Compagna                 | Avversarie in finale                     | Punteggio   |
| 1. | 19 dicembre 2009 | ITF Ciudad de Vinaros, Vinaròs                  | Terra rossa | Benedetta Davato         | Lynn Schönhage Elise Tamaëla             | 3–6, 4–6    |
| 2. | 24 aprile 2010   | Torneo Internacional Ciutat de Torrent, Torrent | Terra rossa | Sheila Solsona Carcasona | Benedetta Davato Jevgenija Krjvoručko    | w/o         |
| 3. | 27 aprile 2013   | Heraklion Hellenic Zeus Circuit, Heraklion      | Sintetico   | Olga Parres Azcoitia     | Tamara Čurović Camilla Rosatello         | 6(4)-7, 3-6 |
| 4. | 17 maggio 2014   | ITF Women's Circuit Sousse, Susa                | Cemento     | Olga Parres Azcoitia     | Chantal Škamlová Avgusta Cjbjšëva        | 3–6, 2–6    |
| 5. | 15 giugno 2018   | Óbidos Ladies Open, Óbidos                      | Sintetico   | Caroline Werner          | Giulia Gatto-Monticone Giorgia Marchetti | 1-6, 1-6    |
| 6. | 18 maggio 2019   | Obidos Ladies Open, Óbidos                      | Sintetico   | Martina Colmegna         | Sofia Šapatava Emily Webley-Smith        | 4-6, 1-6    |